# Pío Domínguez del Castillo
Pío Domínguez del Castillo (Santa Fe de Bogotá, 11 de julio de 1780 - íbidem, 16 de marzo de 1861) fue un teniente coronel de ingenieros, quien durante la independencia de Colombia sirvió a los ejércitos de Antonio Nariño y Manuel Roergas Serviez.

## Reseña biográfica
Nació en Santafé de Bogotá en el seno de una familia de la élite criolla. Su abuelo, Luis Ignacio Diego del Castillo y Caicedo, fue el primer marqués de Surba y Bonza. Cursó estudios en el Colegio Mayor de San Bartolomé. 
Desde joven, se dedicó a la carrera militar, alcanzando el grado de teniente coronel. Se vinculó a los ejércitos independentistas, y participó en diversas batallas contra el ejército español. En 1812, luchó junto a Antonio Nariño en la defensa de Bogotá. El 5 de enero de 1813, fue capturado y posteriormente enviado a Cartagena de Indias con la misión de organizar la centralización de las provincias.
Además de su carrera militar, Domínguez del Castillo estudió ingeniería y cosmografía, lo que le permitió levantar planos y dirigir la construcción de fortificaciones que fueron clave para la victoria de los patriotas. En 1814, fue nombrado director de la fábrica de pólvora de Cundinamarca. Al año siguiente, elaboró los planos de las provincias de Tunja, Socorro y Pamplona, y supervisó las fortificaciones de varias plazas en enfrentamientos contra las fuerzas españolas.
Tras la derrota de los ejércitos del general Serviez en Cáqueza en 1816, fue hecho prisionero por el ejército español. Durante la época del régimen del terror, trabajó en servicio de la Corona como archivista de las láminas de la Real Expedición Botánica, antes de que éstas fueran llevadas al Real Jardín Botánico de Madrid.
Con la victoria de Bolívar y la instauración de la República, retomó su servicio militar y, en 1824, ocupó un cargo en el segundo batallón de Bogotá. Paralelamente, realizó algunas obras de ingeniería civil, como la construcción del camino de Honda a Bogotá y la elaboración de los planos de los cementerios de Honda y Bogotá.
Falleció probablemente en Bogotá el 16 de marzo de 1861.

## Obra artística

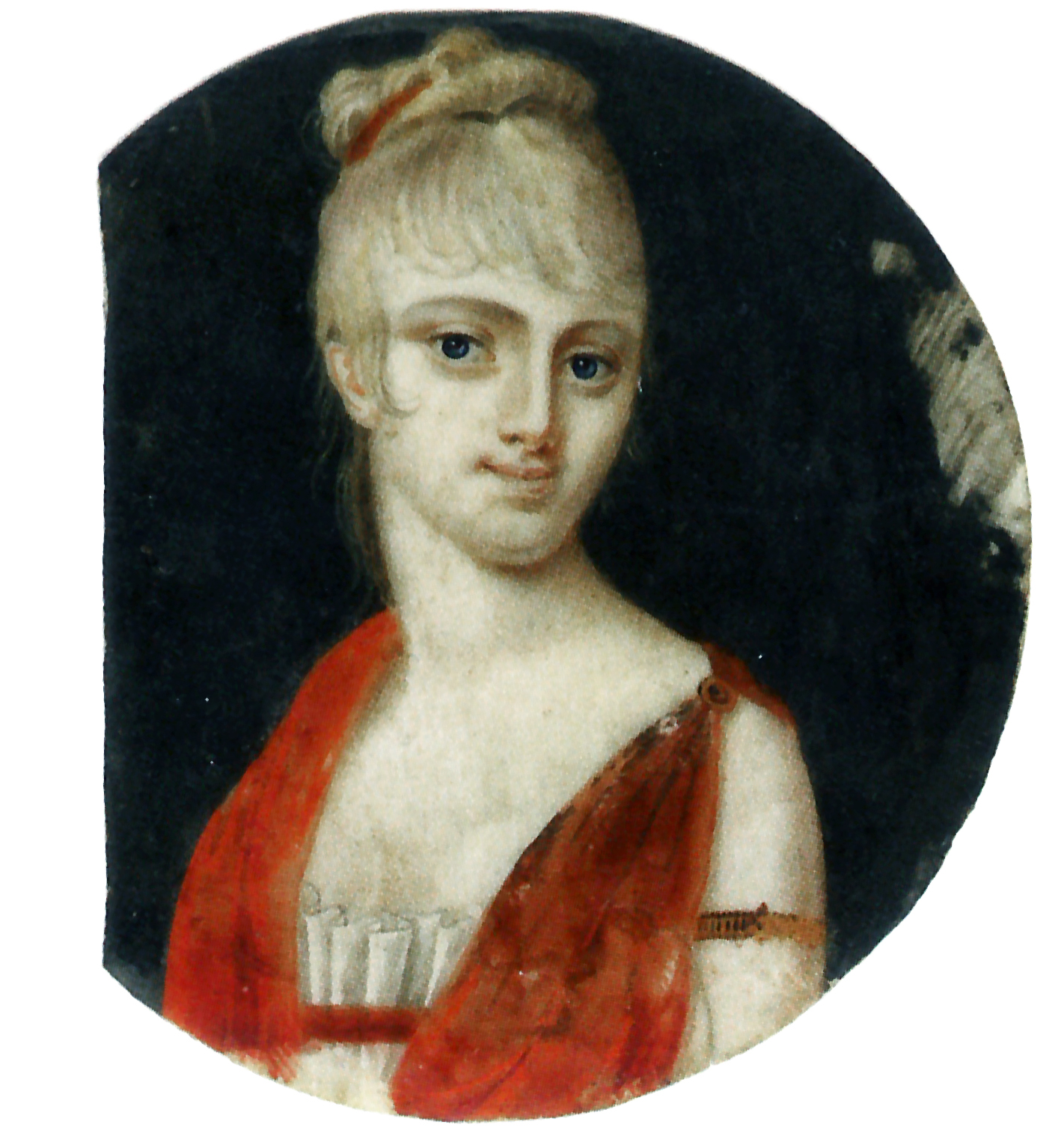
Miniatura de Maria de los Remedios Aguilar "La Cebollino", actualmente en el Museo Nacional de Colombia.

Aunque la pintura fue para Domínguez una actividad secundaria, su trabajo como miniaturista lo hizo destacar en su época. El Museo Nacional de Colombia alberga 17 de sus obras, incluyendo retratos de figuras como Diego Fernández Gómez, Monseñor Lorenzo Barili, Antonio Villavicencio y Simón Bolívar, entre otros. A continuación, una lista de algunas de las personas que retrató, muchas de ellas próceres de la independencia, y todas ellas realizadas en acuarela sobre marfil: 
- Retrato de Simón Bolívar (1819) tomado del natural
- Retrato de Monseñor Lorenzo Barili.
- Retrato de Juan de Dios Aranzazu.
- Retrato de Luis Vargas Tejada.
- Retrato del Arzobispo Juan Bautista Sacristán.
- Retrato de José María Arrubla.
- Retrato de José María Portocarrero.
- Retrato de Antonio Villavicencio.
- Retrato de Jorge Tadeo Lozano.
- Retrato del sabio Francisco José de Caldas.
- Retrato de José María Obando.
- Retrato de doña María de los Remedios Aguilar, apodada "La Cebollino", quien era la esposa del teniente coronel Eleuterio Cebollino, quien fue su fiel acompañante durante las guerras de independencia.[4]